# Elfenbenskustens damlandslag i fotboll
Elfenbenskustens damlandslag i fotboll representerar Elfenbenskusten i damfotboll och spelade sin första landskamp 1988.
VM 2015 i Kanada blev lagets första deltagande i VM. Elfenbenskusten blev trea i afrikanska mästerskapet 2014.

## Laguppställning
Följande spelare var uttagna till VM 2015.
| Nr | Pos. | Namn               | Födelsedatum (ålder) | Matcher | Mål |                 | Klubb                |
| -- | ---- | ------------------ | -------------------- | ------- | --- | --------------- | -------------------- |
| 1  | MV   | Lydie Saki         | 22 december 1984     | 27      | 0   | Elfenbenskusten | Juventus de Yopougon |
| 2  | F    | Fatou Coulibaly    | 13 februari 1987     | 31      | 1   | Elfenbenskusten | Juventus de Yopougon |
| 3  | F    | Djelika Coulibaly  | 22 februari 1984     | 29      | 0   | Elfenbenskusten | Juventus de Yopougon |
| 4  | F    | Nina Kpaho         | 30 december 1996     | 12      | 0   | Elfenbenskusten | Juventus de Yopougon |
| 5  | F    | Mariam Diakité     | 11 april 1995        | 12      | 9   | Elfenbenskusten | ES Abobo             |
| 6  | MF   | Rita Akaffou       | 5 december 1986      | 33      | 4   | Elfenbenskusten | Juventus de Yopougon |
| 7  | A    | Nadege Essoh       | 5 maj 1990           | 29      | 4   | Elfenbenskusten | Juventus de Yopougon |
| 8  | A    | Ines Nrehy         | 1 oktober 1993       | 17      | 13  | Ryssland        | WFC Rossiyanka       |
| 9  | A    | Sandrine Niamien   | 30 augusti 1994      | 2       | 1   | Elfenbenskusten | ES Abobo             |
| 10 | A    | Ange N'Guessan     | 18 november 1990     | 19      | 3   | Elfenbenskusten | Omness de Dabou      |
| 11 | A    | Rebecca Elloh      | 25 december 1994     | 15      | 2   | Elfenbenskusten | Onze Sœurs de Gagnoa |
| 12 | MF   | Ida Guehai         | 15 juli 1994         | 22      | 1   | Sverige         | Kristianstads DFF    |
| 13 | F    | Fernande Tchetche  | 20 juni 1988         | 19      | 0   | Elfenbenskusten | Omness de Dabou      |
| 14 | A    | Josée Nahi         | 29 maj 1989          | 18      | 12  | Ryssland        | Zvezda 2005 Perm     |
| 15 | MF   | Christine Lohoues  | 18 oktober 1992      | 22      | 1   | Elfenbenskusten | Onze Sœurs de Gagnoa |
| 16 | MV   | Dominique Thiamale | 20 maj 1982          | 27      | 0   | Elfenbenskusten | Omness de Dabou      |
| 17 | A    | Nadège Cissé       | 4 april 1997         | 6       | 0   | Elfenbenskusten | ES Abobo             |
| 18 | MF   | Binta Diakité      | 7 maj 1988           | 20      | 2   | Tunisien        | ASF Medenine         |
| 19 | MF   | Jessica Aby        | 16 juni 1998         | 1       | 0   | Elfenbenskusten | Onze Sœurs de Gagnoa |
| 20 | MF   | Aminata Haidara    | 13 maj 1997          | 4       | 0   | Elfenbenskusten | Onze Sœurs de Gagnoa |
| 21 | F    | Sophie Aguie       | 31 december 1996     | 4       | 0   | Elfenbenskusten | Omness de Dabou      |
| 22 | F    | Raymonde Kacou     | 7 januari 1987       | 6       | 0   | Elfenbenskusten | Juventus de Yopougon |
| 23 | MV   | Cynthia Djohore    | 16 december 1987     | 27      | 0   | Elfenbenskusten | Onze Sœurs de Gagnoa |